# Wittislingen
Wittislingen település Németországban, azon belül Bajorországban. Lakosainak száma 2551 fő (2023. december 31.). Wittislingen Lauingen és Haunsheim községekkel határos.

## Népesség
A település népessége az elmúlt években az alábbi módon változott:
| Lakosok száma | 1262 | 2133 | 2017 | 2259 | 2292 | 2306 | 2354 | 2379 | 2482 | 2551 |
|               | 1875 | 1950 | 1975 | 2010 | 2012 | 2013 | 2015 | 2017 | 2021 | 2023 |